# هیونگسان
هیونگسان (انگلیسی: Heungseon Daewongun; ۱ ژانویهٔ ۱۸۲۰ – ۱ ژانویهٔ ۱۸۹۸) پدر گوجونگ کره و نایب‌السلطنه در طی امپراتوری پسرش و نویسنده اهل پادشاهی چوسان بود.